# Synnomos mixtipennaria
Synnomos mixtipennaria là một loài bướm đêm trong họ Geometridae.